# Distrito de El Prado
El Distrito de El Prado es uno de los trece distritos de la Provincia de San Miguel, ubicada en el Departamento de Cajamarca, bajo la administración del Gobierno regional de Cajamarca, en el Perú.
Desde el punto de vista jerárquico de la Iglesia católica forma parte de la Diócesis de Cajamarca, sufragánea de la Arquidiócesis de Trujillo.

## Historia
Sus primeros habitantes pertenecieron a las etnias Cupisnique y Caxamarca que habitaron desde los años 1500 AC, estableciéndose a lo largo del Río Sunudén, Río San Miguel, Río Pencayo y principalmente el Río Payac, que es a su vez tributario del Río Jequetepeque. A su vez estos pobladores recibieron influencia de las culturas Chavín, Moche, Chimú, Cupisnique, Lambayeque y principalmente del reino Cuismanco cuya capital estuvo situada en Tantarica (Contumazá) y luego en Cajamarca; pasando a pertenecer a dicho gobierno bajo el mando del gran Gusmango Cápac, administrándola como una Panaca (nombre dado a una unidad social de 1000 familias en el antiguo Perú): Payak. 
Fue conquistada la zona de El Prado, a la sazón dependientes del Gran Reino de Cuismanco, por las tropas de Pachacútec y Huayna Cápac, pasando a formar parte del imperio incaico a finales de 1456, según registros de antiguos sacerdotes españoles que fueron citados desde la conquista y el "Encuentro de dos mundos en Cajamarca" (Padre Fray Luis de Bandean). Padeció el diario avatar de ser uno de los tantos pueblos colonizados por los españoles, habiendo sido sede de diversos obrajes lanares y agrícolas que se dieron en el departamento de Cajamarca.
Cuenta entre su legado histórico - geográfico haber sido el acceso terrestre para los españoles en su conquista y tránsito hacia San Miguel de Pallaques y de allí hacia Cajamarca la Grande del Perú.
Con la independencia, aún queda bajo la categoría de poblado rural dependiendo principalmente de la ganadería extensiva y la agricultura de panllevar. No cobró mejora económica sino hasta pasado 1940, que gracias a su rico suelo con pastos naturales, es fuente de ganadería creciente pero con poca renta familiar, tanto por la no formación adecuada de sus habitantes (por predominio del analfabetismo), especialmente entre las mujeres, así como por el abuso de compañías extranjeras e intermediadores locales, que comercian con la leche y sus derivados.
Adquiere autonomía siendo distrito desde 1984, habiéndose sucedido ya diversas autoridades desde aquel entonces. Cuenta el campesinado además con el apoyo de organizaciones tanto gubernamentales (PRONAMACHS) como privadas, que capacitan a sus pobladores.
El distrito fue creado mediante Ley N° 23929 del 20 de septiembre de 1984, en el segundo gobierno del Presidente Fernando Belaúnde Terry.

## Geografía

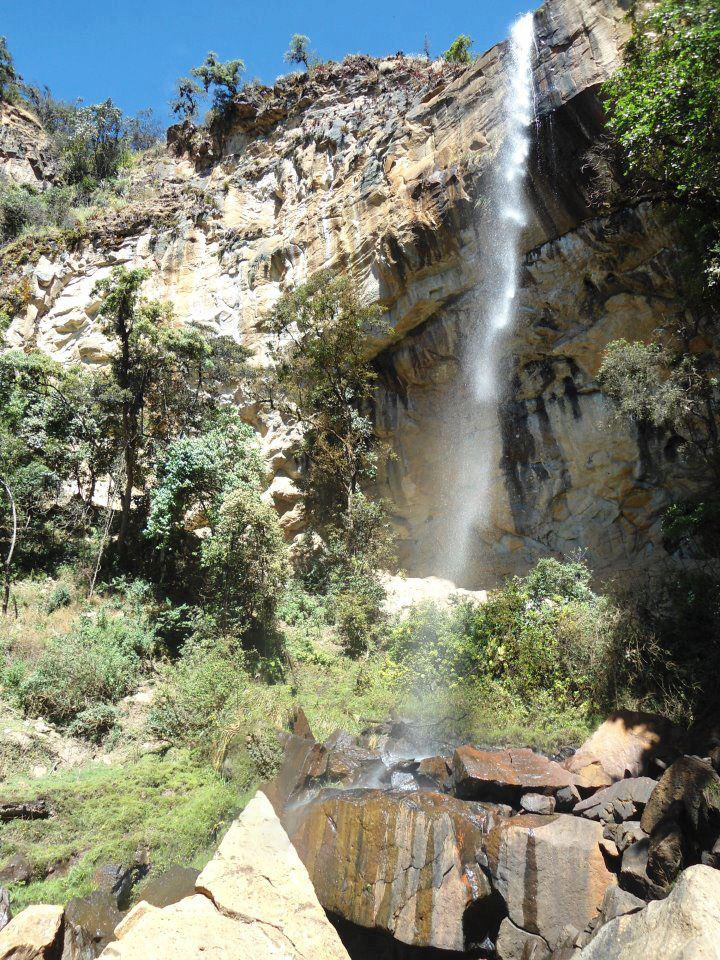
(Autor Fotografía: Lic. Guido Serrano Espinoza.)

El Prado se encuentra ubicado a 2 830 m s. n. m. entre los distritos de San Miguel de Pallaques y Unión Agua Blanca.

### Pisos ecológicos
Tiene 4 pisos ecológicos:
- Yunga: caserío El Guayo, Lic lic, San Luis, Quindén Bajo, con promedio de 23 °C. Cálido y seco.
- Quechua: Cercado El Prado, Caserío Miraflores y la Mascota, con un promedio de 15 °C Templado y seco.
- Suni: Pencayo con 12 °C, frío y seco.
- Jalca: Alto Prado y La Chimulala, con 9 °C, muy frío y seco, con lluvias fortísimas y niebla.

## Clima
Tiene un clima variado, pues a 1200 m s. n. m. es cálido y seco (Quindén Alto y Payac), templado seco a 2880 m s. n. m. (El Prado y Pencayo) y frío y seco a 3500 m s. n. m. (Alto Pencayo, la Chimulala).

## Flora y fauna
Presenta además uno de los escasos hábitats naturales del venado gris de los Andes, del puma o león americano y de los osos de anteojos. Tiene además una muy variada riqueza ornitológica con variedad de aves entre las que destaca el Huanchaco, pájaro negrirrojo que es típico del Departamento de Cajamarca.

## Población
El Prado tiene 2 556 habitantes aproximadamente (Estimación INEI - 2010).

## División administrativa
Está conformado por los siguientes caseríos:
| - El Empalme, - Monte Alegre, - San Luis, - Lic Lic, - El Guayo, - El Suro, - Payac, - La Huanchilla y - Cercado El Prado |

## Autoridades

### Municipales
- 2019 - 2022[4]
  - Alcalde: Nilser Domingo Bardales Rodas, de Alianza para el Progreso.
  - Regidores:

  1. Roberto Cabanillas Rojas (Alianza para el Progreso)
  2. Wiliam Alejandro Rodas Gálvez (Alianza para el Progreso)
  3. Exilda Romero Villoslada (Alianza para el Progreso)
  4. Santos Elmer Gálvez Mendoza (Alianza para el Progreso)
  5. Gilberto Revilla Chugnas (Acción Popular)

Alcaldes anteriores
- 2011 - 2014:[5] Amílcar Gil Zelada, del Movimiento Cajamarca Siempre Verde (CSV)
- 2007 - 2010: Pepe Neri Serrano Paucar.

### Policiales
- Comisario:  PNP.

## Festividades
El distrito de El Prado, tiene una hermosa plaza que tiene en el centro de la misma a Jesús Nazareno, su divino patrón. Su fiesta patronal es el 22 de septiembre de cada año.

## Transporte y comunicaciones
Se encuentra a solo 152 kilómetros de la capital del Departamento de Cajamarca. Es accesible vía terrestre desde la carretera de penetración hacia Cajamarca, tanto por Quindén (38 km), como por Chilete y Agua Blanca. Además se conecta con San Miguel (36 km) por una carretera afirmada.

## Comercio
Presenta un flujo constante de comercio de ganadería y la agricultura con las ciudades de la Costa (Chepén y Chiclayo) y con San Miguel de Pallaques (Capital de la Provincia) y Cajamarca (Capital Departamental).

## Turismo
Entre sus atractivos de Turismo ecológico se encuentra el Abra del Río Pencayo (3311 m s. n. m.), que atraviesa el cerro Condorcuna, provocando un gran boquerón y una cueva con una singularidad a la vista del cerro El Mutish, la misma montaña desde cuya cima se puede visualizar la línea marítima como "silueta azul en el horizonte". Además se encuentran las cuevas de Payac donde encontramos pinturas rupestres y los bosques de Alto Prado y la Huanchilla.
Sus primeros antepasados se ubican tan antiguamente como los del resto del norte del Perú, teniendo indicios de pinturas rupestres desde hace 3500 años antes de Cristo, encontrado en las cuevas de Tanón a orillas del río Sanmiguelino.

## En la actualidad
El Prado, al igual que los demás pueblos cajamarquinos espera tanto de la voluntad de sus propios habitantes y autoridades municipales.
La descentralización de los fondos del Canon Minero de Yanacocha hacia las municipalidades ha incrementado el presupuesto de las mismas, por lo que se espera un uso racional de dichos fondos para el bien de la Comunidad de El Prado, lo que dependerá de la viabilidad del proyecto minero.

## Personas destacadas
- Ovidio Rodas Ramírez
- Onias Rodas Sánchez
- Domingo Rodas Solis

(Fuente: Informe de Tesis. MINISTERIO EDUCACIÓN - DITOE - Lima - Huacho. Lic. Guido Serrano Espinoza).